# Stenellipsis schaumii
Stenellipsis schaumii là một loài bọ cánh cứng trong họ Cerambycidae.